# 붉은 남작 (영화)
붉은 남작(The Red Baron)은 미국에서 제작된 로저 코먼 감독의 1971년 전쟁, 액션, 드라마 영화이다. 존 필립 로우 등이 주연으로 출연하였고 진 코먼 등이 제작에 참여하였다.

## 출연

### 주연
- 존 필립 로우
- 돈 스트로우드

### 조연
- 베리 프리머스
- 코린 레드그레이브
- 허드 햇필드
- 스티븐 맥허티
- 로버트 라 투르노
- 피터 매스터슨
- Clint Kimbrough
- 조지 아미터지

## 제작진
- Ass-PD: 지미 T. 무라카미